# Алымбек-датка
Алымбе́к-датка́ (кирг. Алымбек датка, Алымбек Асан бий уулу); в кокандских источниках — Алимбе́к-датха́х (перс. علی بیک داتخ‎; 1799/1807, Алайская долина – 1862, Коканд) — крупный кокандский, а также алайский государственный и политический деятель XIX века, сохранявший активность на протяжении трёх с половиной десятилетий. По происхождению кыргыз из рода баргы.
Участвовал практически во всех значимых событиях 1827 — 1862 годов, когда на троне поочерёдно находились восемь ханов. По происхождению кыргыз. Был правителем Андижанского вилайета, в период управления которым перенёс свою ставку в Ош, что существенно повысило статус города, и был визирем Кокандского ханства, а затем организатором крупного восстания, которое устроил в 1860 году, будучи обвинённым перед ханом в отказе сражения с русскими.
Его супруга Курманжан-датка, после его смерти стала правительницей киргизов. Сам он был убит дворцовыми заговорщиками Кокандского ханства в 1862 году.

## Биография

### Происхождение
В 1799 году в Алайской долине родился Алымбек в семье Асан-бия. Асан-бий был одним из влиятельных, уважаемых, богатых и известных людей не только Алайской, но и всей Ферганской долины. Он поддерживал торгово-экономические связи со многими городами Средней Азии, Восточного Туркестана, Китая, а через торговцев-караванщиков, получал все известия об общественно-политической, социально-экономической и культурной жизни вышеуказанных регионов и стран, и всегда был в курсе всех событий.
Алымбек-датка из племени баргы был потомственным аристократом. Племя баргы было и есть одно из крупнейших и древнейших племён правого крыла кыргызов, восходящие к предку Адыгине. Алымбек-датка был сыном Асан-бия, внуком Шаамырза-бия, правнуком знаменитого Ажы-бия, праправнуком Тилеке-бия, Байбоочон был пятым предком, Бокой шестым, Мырзаке седьмым, Сатыке восьмым, Баргы девятым, Адыгине десятым предком.

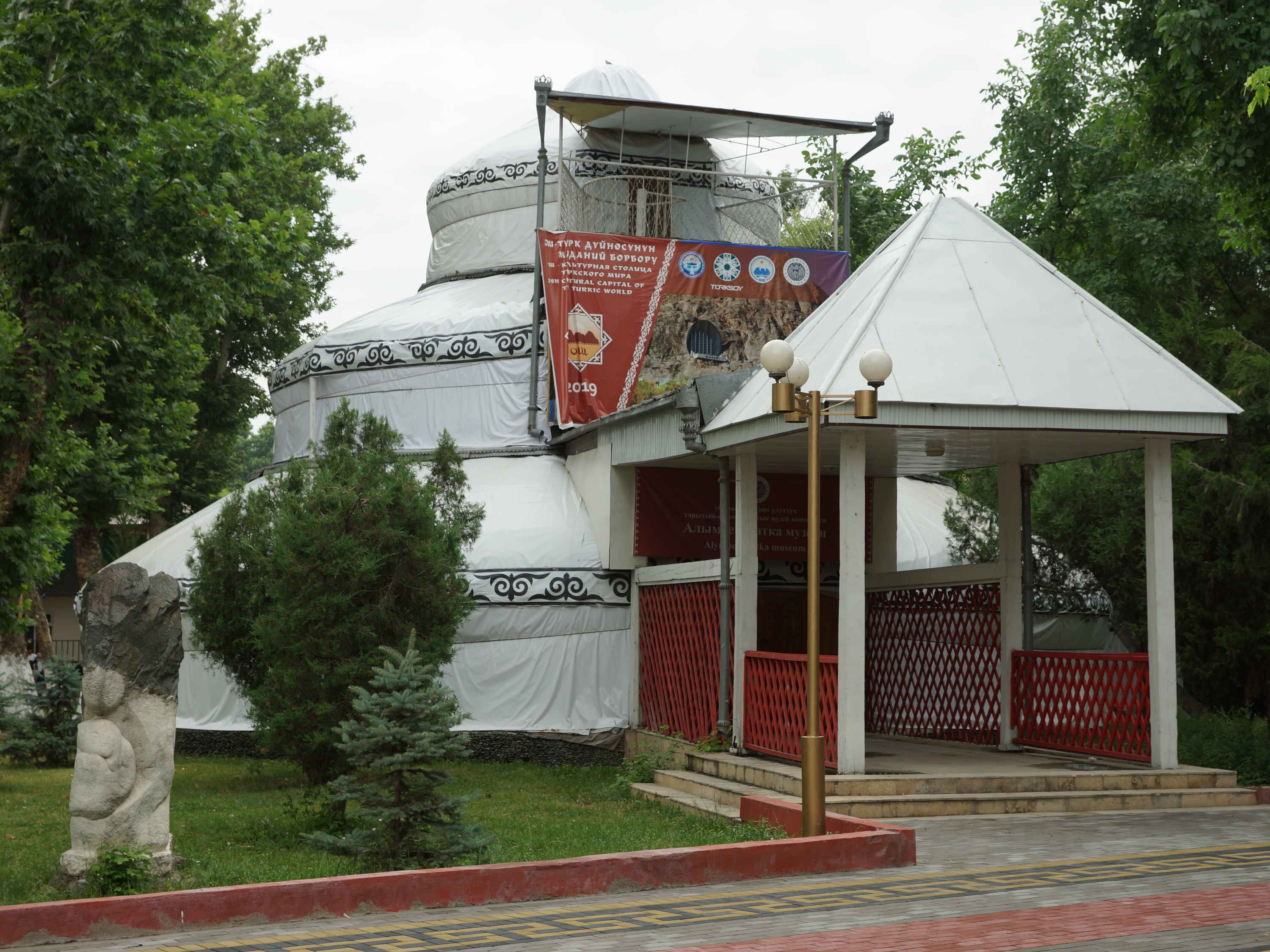
Музей Алымбек-датки в городе Ош

### Личная жизнь
С малых лет Алымбек проявил недюжинные способности, рос прозорливым, умным, ловким, хитрым и дальновидным, чем были довольны не только отец Асан-бий, но и сородичи. С юных лет он учился грамоте, уже к 15 — 17-летнему возрасту все его соплеменники видели в нём наследника своего отца, предводителя племени баргы и человека с большим будущим. Говорят, что в молодости, с помощью торговцев побывал в Самарканде, Бухаре, Стамбуле, Кашгаре и в других городах.
В 1832 году Алымбек-датка – правитель Алая, женился на Курманжан. Будучи правителем Андижана и визирем Кокандского государства, Алымбек часто выезжал в Андижан, Наманган, Коканд, Маргилан, Кашгар и другие города. Он пользовался огромным авторитетом среди кыргызов, узбеков, кыпчаков.

## Политическая деятельность

### Начало политической карьеры
Уже в 27-летнем возрасте был приглашён Мадали-ханом в Коканд на службу. В 31 год ему был присвоен тем же Мадали-ханом титул датка (перс. دادخواه‎ — «справедливый правитель»), а в следующем году его назначают правителем Андижанского вилайета, который включал всю территорию Андижанской области нынешней Республики Узбекистан, большую часть Ошской и часть Джалал-Абадской областей Кыргызстана.
Правителям Коканда нужен был безопасный Алайский тракт Великого Шёлкового пути и выход к рынкам Китая для обеспечения не только торговых отношений, но и для прохода безналоговых, беспошлинных контрабандных товаров. Чтобы обеспечить такое положение дел им нужен был влиятельный, гарантирующий безопасность человек из числа местных правителей. Таким человеком ко времени правления Мадали-хана (1822 — 1842) оказался Алымбек-датка.

### Ошское восстание
В августе 1844 года поднялись кыргызы в Оше и на Алае против Мусулманкула. Восставших возглавили Алымбек-датка и Саидбек-датка. Однако восстание было подавлено.
Алымбек, враждуя с кыпчаками, ушёл за реку Нарын и поднял всех кыргызов. Крепость Куртка была осаждена, комендант – кыпчак вызван на переговоры и был убит. В 1845 году только благодаря хладнокровию жены, Алымбек избежал казни.

### Антицинское восстание
В это же время на юге Кыргызстана началась новая волна протеста части кыргызских племён во главе с Алымбек-даткой, поддержавших Ходжа-Тюрю в борьбе за кашгарский престол. Выступление было организовано вопреки воле кокандского хана, даже в противовес его внешнеполитическим интересам (Коканд пытался избежать возможности вооруженного конфликта с Цинской империей).
П. И. Ювачев замечает, что эти события происходили тогда, когда кыргызы ещё хорошо помнили своё прежнее независимое положение. Кыргызы захватили Кашгар, но вскоре местные цинские власти получили подкрепление, и тогда восставшие вместе с Алымбеком, да и сам Ходжа-Тюря вынуждены были возвратиться в кочевья на Алай.

### Возведение Малла-хана на кокандский престол
В 1858 году кыргызы, к которым бежал Малла-бек, поддержали его и в союзе с ферганскими кыпчаками подняли других кочевников — тюрков, каракалпаков, чонбагышей и калмаков. Кочевники провозгласили Малла ханом, кыргызы и кыпчаки остановились восточнее Саманчи. Ханское войско, завершив сбор во время двухдневной остановки в Сарытале, выступило в Саманчи и на закате солнца встретилось с противником. Кочевники победили, а Малла-бек стал ханом.
Киргизы адгэне имеют хлебопашество в Ферганской долине около городов Маргилана и Оша, а лето проводят в горах от Оша до Коканда. Киргизы эти пользуются одинаковыми правами с узбеками, служат в кокандском войске сипаями, и их родоначальники занимают важные должности при дворе и в войске. Нынешний кокандский визирь Алимбек-датха есть киргизский бий этого племени; он со своими киргизами способствовал нынешнему хану Малля овладеть Кокандом.Чокан Валиханов.
Автор «Таснифи Гариб» пишет, что Малла-бек, прибыв в Кара-Суу, Узген, Ош, Андижан и другие пункты Восточной Ферганы, мобилизовал кыргызов из племён Алымбека и Кыркуула. Другие родоначальники кыргызских родов (например, мулла Алымкул, Алымбек, Шах-мирза, Кыдыр, Чутан, Фулад-кушбеги, Саидбек-датка) послали добровольцев.

### Пик политической карьеры
Малла-хан стал правителем Кокандского ханства. Кыргызская и кыпчакская верхушка в период правления Малла-хана снова заняла административные и военные должности. Так, например, правителем Худжанда стал кыргыз Саидбек-датка, Андижана – кыргыз Алымбек-датка, крепости Нау – кыргыз Молдо Касым.
... Власть Коканда над киргизами слаба, и они мало слушаются хакимов, особенно в последнее время. Малибек взошёл на престол при помощи киргиз и кипчаков. Алимбек-датха, теперешний кокандский визирь, есть дикокаменный киргиз; в хакимы и начальники войск назначено много киргиз. Киргизы издавна принимают участие в восстаниях в Кашгаре.Чокан Валиханов.
Влияние кыргызских племён в Кокандском ханстве стало чрезвычайно велико, поскольку даже первый ханский министр Алымбек был из кыргызов племени адыгине.

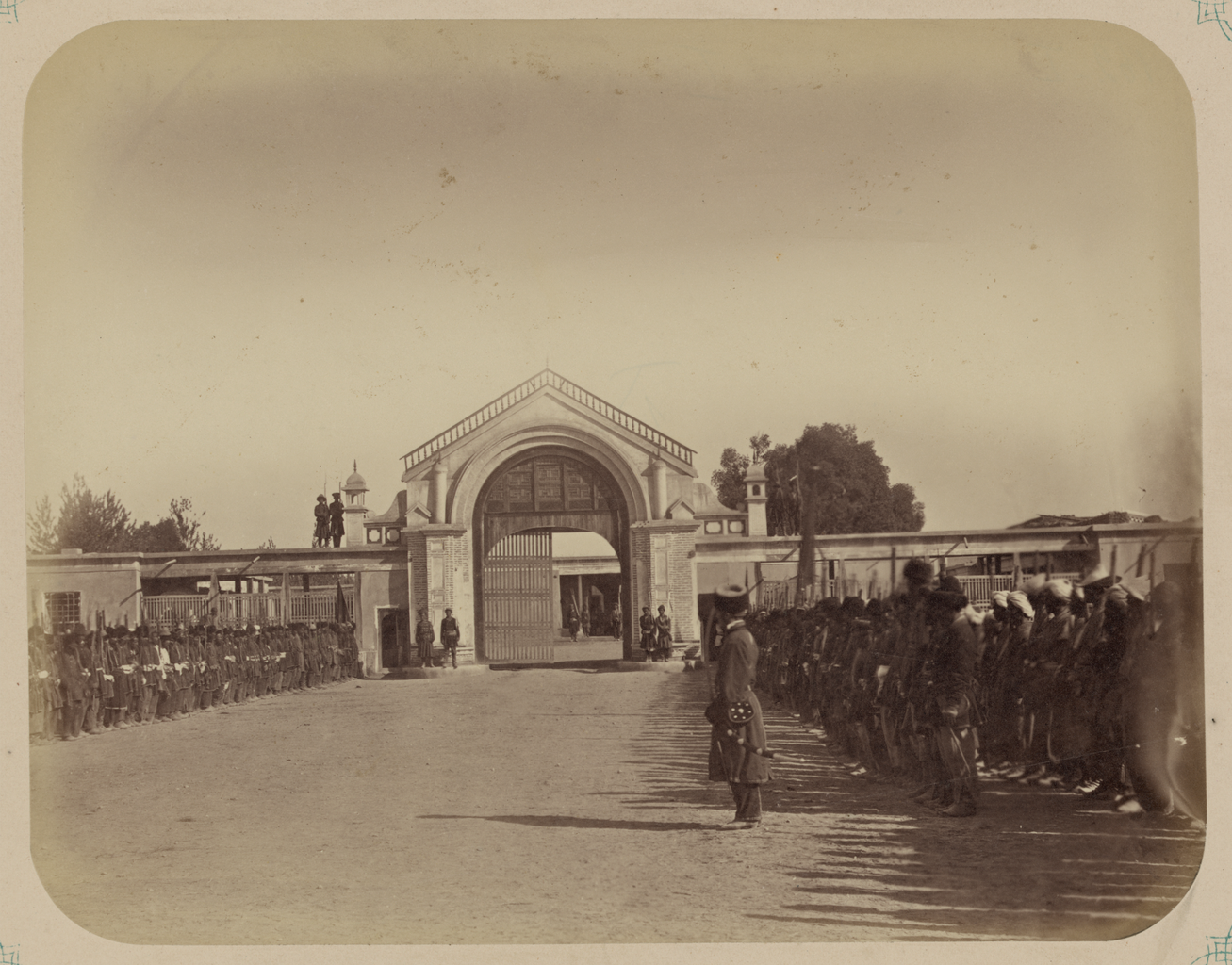
Дворец в Андижане

Высокого положения при Малла-хане достиг крупнейший феодал Алая Алымбек, игравший в конце 50-х — начале 60-х годов одну из основных ролей в Кокандском ханстве. За заслуги в возведении на престол Малла-хана он получает в управление Андижанский вилайет, затем становится первым визирем ханства. Осмонаалы Сыдыков, идеализировавший кыргызских феодалов, писал об Алымбеке как о хане, который разрушил Коканд и построил в Оше великолепное медресе по бухарскому образцу.
Алымбек проводил фактически независимую политику, а в некоем договоре — ахдах, обусловливавшем зависимость Алая от Кокандского ханства, было даже оговорено право Алымбека самостоятельно управлять Алаем.
Обязанный своим возвышением дикокаменным киргизам он (Малла-хан) обещал главу их Алибека сделать минбашой; но до сих пор официально не признал его в этом звании, хотя пользуется совершенно правами верховного визиря. Первоначально киргизы успели захватить много прав, подобных кипчаку. Но в настоящее время, хотя явное насилие и грабежи, которые они производили в городах, приостановлены, но тем не менее влияние их выражается довольно заметно: многие важные места заняты киргизами. Малибек, по видимому, хочет подражать бухарской системе управления, которая считается в Средней Азии образцовой, и поэтому говорят, что звание мингбаши будет упразднено.Чокан Валиханов.

### Участие Алымбека в русско-кокандской войне
Царские отряды напали на крепости Токмак и Пишпек и, разрушив их, вернулись на исходные позиции. Дальнейшее продвижение царских войск заставило Малла-хана вновь собрать войска для отправки их на север.
Начальником кокандских войск был назначен Алымбек-датка — правитель Андижана. К ним по пути присоединились войска Курамы и Ташкента под начальством правителя Ташкента Канаат-шаха. Собранные войска в количестве 19 тысяч человек выступили под командованием двух военачальников. Кокандские войска дошли до окрестностей Пишпека и остановились на берегу реки Чу. Войска Алымбека и Шадман-ходжи окружили царские войска.

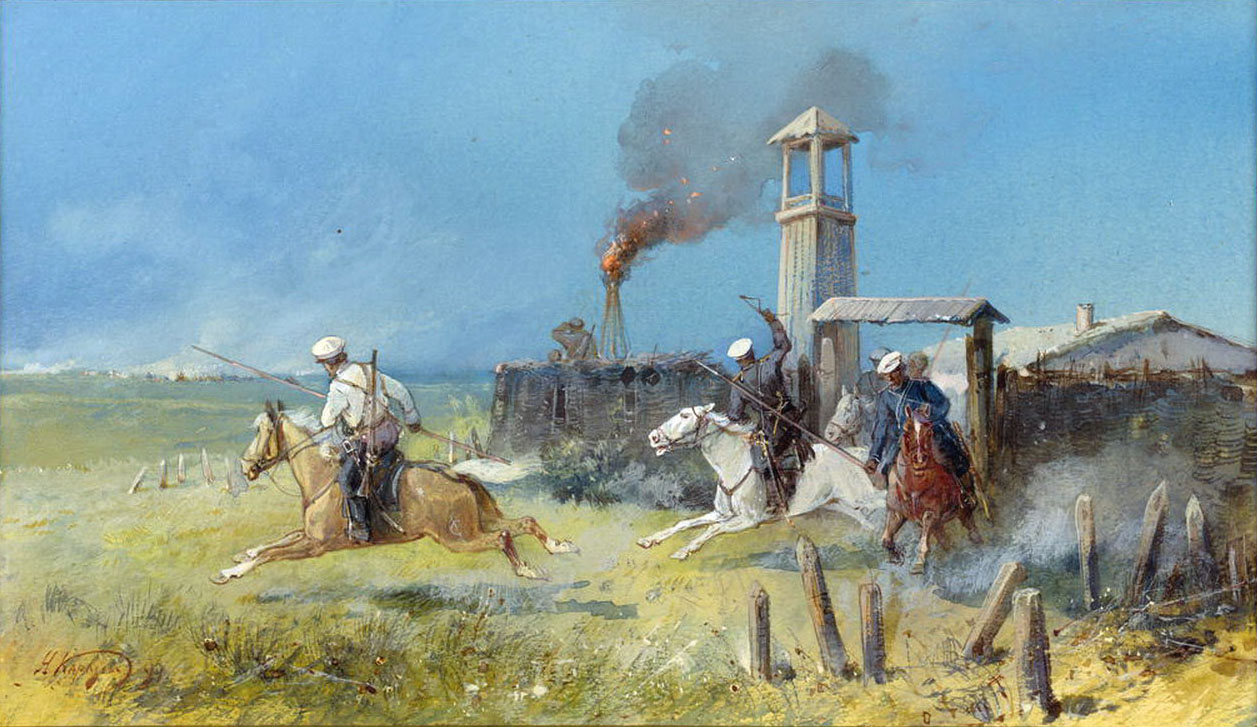
Н. Н. Каразин. Тревога в крепостном редуте (Нападение кокандцев на казачий выселок Узун-Агач).

В ходе битвы, вспыхнула ссора между Канаат-шахом таджиком и Алымбеком-датка кыргызом, по вопросу о том, кто из них должен быть главнокомандующим кокандскими войсками. Алымбек-датка отвёл в сторону войско Андижана и кыргызов. Часть столичного (ферганского) войска, силы Курамы и Ташкента бросились в бой. В результате через час казахи бежали. Войско сартов и таджиков продолжало бой до полудня, но сражение кокандцы проиграли.

### Конфликт с Малла-ханом и желание создать независимое государство
Алымбек-датка был коварно вызван в Коканд, где его хотели убить. Поводом для этого послужило сообщение Канаат-шаха Малла-хану, что Алымбек-датка «предательски бежал» из под узунагачского сражения во время битвы с царскими войсками. Поэтому Малла-хан приговорил его к смертной казни. Оповещенный о готовивщемся против него заговоре, Алымбек сумел привлечь на свою сторону весь род крыла Сол-адыгине и отправился с ними к реке Нарын. Здесь к нему присоединились сарыбагышские манапы Уметаалы (сын Ормон-хана), Аджи, Адыл и Тюрегельды, и Алымбек выступил против хана.
Восстание Алымбека заслуживает особого внимания и дополнительного поиска материалов. Если предыдущие восстания кыргызов в основном ставили своей целью смену правителей ханства или первенство в государственной иерархии, а также решение экономических вопросов, то Алымбек стремился к образованию самостоятельного и независимого кыргызского государства.

### Убийство Малла-хана
Алымбек-датка, Кадыр-бий, Кудай-Назар, Шадман-ходжа, некоторые кыргызы и кыпчаки составили заговор и ночью 24 февраля 1862 года убили Малла-хана. На трон возвели пятнадцатилетнего Шахмурад-хана, сына Сарымсак-бека и внука Шерали-хана.
Источники, близкие к окружению Худояр-хана, причисляют к заговорщикам и Алымкула. Однако другие хроники либо не называют его в числе заговорщиков, либо прямо отрицают его участие. Причиною устранение хана один источник называет его дурной нрав, будто бы опротивевший его приближенным, другой — намерении хана убить некоторых кокандских сановников, третий же намекает на месть Малла-хану детей Мусулманкула за кровь своего отца.

### Смерть Алымбек-датки
После убийства Малла-хана в ханстве началось двоевластие, разделившее политическую элиту ханства и приведшее к гражданской войне. Ханом в Ташкенте был назначен Худояр-хан, а в Коканде — Шахмурад-хан. Сторонники Шахмурада направились в Ташкент и осадили город. Город взять не получилось, а выступление эмира Музаффара из Бухары, по просьбе Худояра заставило кыргыз-кыпчаков снять осаду и спешно вернуться в столицу.
В среде сторонников Шахмурада разгорелась борьба двух группировок — Шадман-ходжи и Алымкула, с одной стороны, и некоторых кыргыз-кыпчакских глав, — с другой. Это вынудило Шадман-ходжу снять осаду Ташкента и отступить в Фергану. На одном привале он и его сторонники, выбрав удобный момент, уничтожили своих противников. Был также убит оставленный во время этого похода в Коканде Алымбек-датка. Эта расправа была ими представлена как возмездие за убийство Малла-хана.

## Градостроительная деятельность
Желая объединить население противоположных берегов и его хозяйственную деятельность, за свой счёт построил девять мостов через реку Ак-Буура. Строил также мельницы и маслобойни, арыки, в Оше занимался градостроительной деятельностью. Построил ряд мечетей и медресе.

## Память
Памятник Алымбеку Датке (2014) в селе Гульча.
Памятник Алымбеку Датке в городе Ош.
Музей Алымбека Датки в городе Ош.